# تفجير ميدان التحرير بصنعاء (2014)
تفجير ميدان التحرير هي عملية انتحارية استهدفت تجمعاً لجماعة أنصار الله في ميدان التحرير بالعاصمة اليمنية صنعاء في 9 أكتوبر 2014. خلفت العملية 47 قتيلاً بينهم أطفال وأكثر من مئة جريح.

## خلفية
في 21 سبتمبر 2014، تقدم مسلحوا جماعة أنصار الله نحو صنعاء وهزموا قوات عسكرية موالية للجنرال علي محسن الأحمر واحكموا سيطرتهم على مبان حكومية ومقرات عسكرية مختلفة تبعه توقيع على اتفاقية السلم والشراكة برعاية الأمم المتحدة، ونصت بنود الاتفاق على اختيار رئس جديد للحكومة بدلا عن محمد سالم باسندوة. في 7 أكتوبر تم تعيين أحمد عوض بن مبارك رئيسا للوزراء وكُلف بتشكيل الحكومة الجديدة وهو ماعارضه أنصار الله وحزب المؤتمر الشعبي العام ودعا عبد الملك الحوثي أنصاره إلى الاحتجاج على القرار في يوم 9 أكتوبر. في صباح 9 أكتوبر أقدم انتحاري على تفجير نفسه وسط المتظاهرين مخلفاً 47 قتيل بينهم أربعة أطفال وأكثر من مائة جريح.

## مواقف محلية ودولية

### أنصار الله
نشر أنصار الله بياناً يدينون فيه الحادث الذي «استهدف العشرات من إخوتنا وأبناءنا الثوار الأحرار المنادين بتحرير القرار السياسي اليمني، ورفض كل أشكال الوصاية والهيمنة الخارجية». وقالوا أن «هذه الممارسات العدوانية واللا إنسانية إنما تكشف عن الوجه القبيح لمشاريع العمالة والارتهان» لما وصفوه بالـ«مشروع الصهيوأميركي» وأشاروا إلى قوى لم يسمونها تعتبر مخرجات مؤتمر الحوار الوطني مهددا حقيقياً لها ولا يُمكن لها أن تعيش إلا في ظل الفوضى وعلى حساب الدماء والأشلاء. نص البيان:

### أحزاب اللقاء المشترك
أدان اللقاء المشترك الذي يهيمن عليه حزب التجمع اليمني للإصلاح الهجوم الإرهابي في بيان صادر أن هذه الجريمة مثلت أبشع الصور للفكر المارق والوحشية:

### الولايات المتحدة
أصدرت سفارة الولايات المتحدة بصنعاء بيانا يدين الحادثة وجاء في البيان:

وأدانت الخارجية الأميركية الهجوم ووصفته بالدنئ وجاء في بيان للمتحدثة باسم الخارجية جين بيسكي: